# Sylvia Arvizu Lucero
Sylvia Arvizu Lucero (Hermosillo, Sonora 1978) es una escritora sonorense, ganadora del Premio Inter penitenciario José Revueltas en 12 ocasiones y del Concurso del Libro Sonorense en la categoría de crónica en dos ediciones 2017 y 2020.

## Trayectoria
Es licenciada en Ciencias de la Comunicación por la Universidad de Sonora, fue locutora de radio en una estación grupera en donde la conocían como La Shiva.
Inició sus clases de escritura en la penitenciaria, en donde estuvo en reclusión por lesiones físicas graves el año 2005 a su expareja, la sentencia dictada por la autoridad fue de 19 años 11 meses privada de su libertad en el CERESO Femenil 1.
Sylvia Arvizu recibió su primera libreta de manos de su padre quien la visitó en prisión y le dijo que escribiera como terapia o desahogo. 
En 2006 se inscribió en un taller de escritura que se impartió en la cárcel, como parte de un programa de prevención del delito que llevaba cursos artísticos a niñas y adultas mayores que impartió la escritora sonorense Selene Carolina Ramírez .
Participó en concursos interpenitenciarios de dramaturgia, pintura, poesía y cuento en donde ganó los primeros lugares, recibió mentorías del escritor sonorense Carlos Sánchez quien la impulsó a registrarse en la convocatoria que realizó el Instituto Sonorense de Cultura para el Concurso del Libro Sonorense en 2017, durante su reclusión participa y gana este premio. .
Solicitó cuatro veces un beneficio preliberatorio y logró su salida anticipada en 2019, después de 15 años.
Hace colaboraciones en distintos medios como Radio Sonora, Milenio, Vice, Replicante, Spleen Journal.
Actualmente realiza el proyecto Mujeres que Siembran, derivado de su cercanía con la comunidad jornalera en su cargo como recursos humanos de una empresa Agrícola. 

## Premios
Ganadora en 12 ocasiones del premio nacional Inter penitenciario José Revueltas así como el Nacional Inter penitenciario en Dramaturgia y Cuento.
En 2017 ganó el premio del Concurso del Libro Sonorense en la categoría de crónica por su libro Celdas Rosas máximo galardón literario en el estado, su hija Sylvana recibió el reconocimiento mientras ella estaba en reclusión y en 2020 participa en esta misma convocatoria con su obra Morir de tiricia y carcelazo ganando por segunda ocasión.

## Obra
- Breve Azul 2008.[15]

- Mujeres que Matan 2013.[16]

- Celdas Rosas 2018.[17]

- Morir de tiricia y carcelazo 2022.[18]